# Порцио, Симоне
Симоне Порцио (итал. Simone Porzio; 1496, Неаполь — 1554, там же) — итальянский писатель
 и преподаватель, научный писатель, медик, философ

.

## Биография
Учился в Пизе у Агостино Нифо, затем преподавал в университете Неаполя, где пользовался большим уважением у коллег. В 1544 году оставил Неаполь и по приглашению герцога Козимо I Медичи переехал в университет Пизы, где ему была предложена высокая ставка. В этот период жизни он написал свои основные труды, в Пизе также пользовался большим уважением Тассо, который вывел его на сцену в своем диалоге «Portius». В 1552 году вернулся в Неаполь, где скончался через два года.
Как философ придерживался в значительной степени материалистических взглядов, в том числе разделял точку зрения о смертности души. Главные труды: «De coloribus oculorum liber» (Флоренция, 1550), «De humana mente disputatio» (1551), «De dolore liber» (1551), «De capitis doloribus encomion» (1551), «De rerum naturalium principiis libri II» (Неаполь, 1553).
Его сын, Камилло Порцио, написал работу «La congiura de baroni del regno di Napoli contra il re Fernando I» (Рим, 1565; французский перевод — Париж, 1627).